# 白額鸌
白额鹱（学名：Calonectris leucomelas）为鸌形目鹱科丽鹱属的鸟类，又名大水薙鸟、大灰鹱。该物种的模式产地在日本海。
成鳥平均長度為48 cm（19英寸），翼展為122 cm（48英寸）。

## 描述
大水薙鳥屬於遠洋環境海鳥，主要以魚類和魷魚為食。它會跟隨漁船，被日本附近的鯷魚群吸引，已知會作為網中的副漁獲被捕獲或在長線漁具上吞食餌料時淹死。
大水薙鳥在地洞中築巢。它偏好有樹林的丘陵地區。
這種鳥類數量豐富且分佈廣泛；然而，一些死亡是因被漁網纏住以及被貓和老鼠捕食。此外，它也被一些地方傳統文化所捕獵。

## 分佈
這種鳥類是遠洋環境的，但也在近岸水域出現。分布于日本、菲律宾、印度尼西亚以及澳大利亚北部的海域中以及中国各海区等地，多见于海滨一带以及繁殖于海边岩穴中。在日本和朝鮮半島築巢，主要在離岸島嶼。 繁殖後，大水薙鳥向南遷徙，在新幾內亞北部、阿拉弗拉海和南中國海的海域覓食。 大水薙鳥也有在美國西海岸遠處，跟印度南部海岸，以及來自新西蘭被發現的報告。還有在懷俄明州收集到的一個標本記錄。

## 備註
1. ↑  See figure 1 in Hart 2015，第56頁 for a Korean distribution map.
2. ↑  South Korean breeding sites include Sasu Island (사수도) and Chilbal Island (칠발도) where they are threatened by rat depredation. Lee, Kyung-gyu; Yoo, Jeong-chil. . Journal of the Yamashina Institute for Ornithology. 2002, 33 (2): 142–147. doi:10.3312/jyio1952.33.142 .; Nam, Ki-Baek; Lee, Kyung-Gyu; Hwang, Jae-Woong; Yoo, Jeong-Chil. . Ocean and Polar Research. 2014, 36 (1): 49–57. doi:10.4217/OPR.2014.36.1.049 .